# Ligament transverse de l'atlas
Le ligament transverse de l'atlas (ou ligament transverse de l’occipital ou faisceau transverse de l’occipital de Lauth) est un ligament qui s'arque à travers l'anneau de l'atlas et maintient le processus odontoïde en contact avec l'atlas.

## Anatomie
Il est concave vers l'avant, plus large et plus épais au milieu qu'aux extrémités, et fermement attaché de chaque côté à un petit tubercule sur la face médiale des masses latérales de l'atlas.
Il croise l'apophyse odontoïde. Au niveau de celle-ci, à partir des fibres superficielles postérieures du ligament, un petit faisceau ( ligament transverso-occipital ) se prolonge vers le haut, et un autre ( ligament transverso-axoïdien ) vers le bas.
Le ligament transverso-occipital est attaché à la partie basilaire de l'os occipital, en relation étroite avec la membrane tectoriale.
Le ligament transverso-axoïdien est fixé à la face postérieure du corps de l'axe.
Ces trois ligaments (le ligament transverse, le ligament transverso-occipital et le ligament transverso-axoïdien) forment le ligament cruciforme de l'atlas.
Le ligament transverse divise l'anneau de l'atlas en deux parties inégales :
- Une partie postérieure : la plus grande sert au passage de la moelle épinière, de ses membranes et des nerfs accessoires,
- Une partie antérieure contenant le processus odontoïde[1].

Le col de l'apophyse odontoïde est resserré là où il croise le ligament transverse, de sorte que ce ligament suffit seul à maintenir l'apophyse odontoïde en position même lorsque tous les autres ligaments ont été sectionnés.

## Aspect clinique
Une hyperlaxité du ligament transverse peut entraîner une instabilité atlanto-axiale, complication fréquente chez les patients atteints du syndrome de Down.
L'hyperlaxité a également été soupçonné être la cause de l'hypertrophie dégénérative et du stress atlanto-axial mécanique. Le processus dégénératif peut entraîner l'apparition de kystes ligamentaires transverses, entraînant une myélopathie cervicale progressive. Le traitement de choix de ces kystes avec déclin neurologique progressif est la résection chirurgicale et la soudure des cervicales. Le traitement conservateur avec immobilisation externe du cou est moins fréquemment rapporté, mais peut être très utile dans certains cas où une intervention chirurgicale immédiate n'est pas indiquée,.